# Comaphorus concisus
Il comaforo (Comaphorus concisus) è un mammifero cingolato estinto, appartenente ai gliptodonti. Visse nel Miocene superiore (circa 9 - 7 milioni di anni fa) e i suoi resti fossili sono stati ritrovati in Sudamerica.

## Descrizione
Questo animale è conosciuto solo per scarsi resti fossili e quindi una ricostruzione è puramente ipotetica. Come tutti i gliptodonti doveva possedere un grande carapace dorsale costituito da placche fuse fra loro. Le placche dorsali avevano una morfologia caratteristica: la superficie esterna era sollevata al centro, e portava una ventina di perforazioni che si perdevano nello spessore dell'osso, e non conducevano direttamente alle analoghe perforazioni presenti sulla superficie interna. 

## Classificazione
Descritto per la prima volta nel 1886 da Florentino Ameghino, Comaphorus concisus è noto principalmente per placche ossee ritrovate in terreni del Miocene superiore dell'Argentina. Alcune caratteristiche morfologiche sembrano rimandare al ben noto Doedicurus del Pleistocene, e quindi Comaphorus potrebbe essere un rappresentante anomalo del gruppo dei Doedicurini, più o meno contemporaneo di Eleutherocercus.